# 李達海

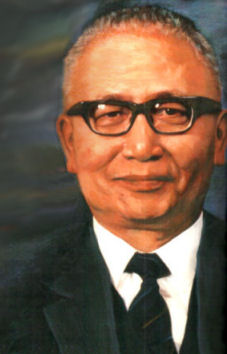
李達海

李達海（1919年3月6日—1994年11月13日），遼寧省海城縣人，西南聯大化學系畢業。畢業後曾任雍興公司蘭州製藥廠助理技師，資源委員會甘蘭油礦局工程師等職，戰後隨金開英來臺接收日本第六海軍燃料廠。
1985年3月至1988年7月曾任中華民國經濟部部長。任職期間重視授權，尊重部屬的決定，被多人認為「無為而治」。

## 職業生涯
- 1946年進中國石油高雄廠後歷任工程師、工程組長。
- 1961年升任主任工程師
- 1966年升任技術副廠長
- 1968年參與籌建第一輕油裂解工廠(一輕)，奠定台灣石化工業發展基礎
- 1972年11月升任廠長
- 1973升任協理仍兼廠長
- 1976年升任總經理
- 1982年任董事長
- 1985年接中華民國經濟部部長，任內推動台灣產業升級、積極參與研擬經濟國際化、自由化，制度化政策措施
- 1988年受聘總統府國策顧問
- 1994年接任工業技術研究院董事長

## 軼事
李達海為鹿橋小說未央歌裡面西南聯大人物「大宴」的原型人物。

### 腳注
1. ↑  .   [2016-12-12]. （原始内容存档于2016-12-20）.
2. ↑  .   [2016-12-14]. （原始内容存档于2019-06-11）.

### 其他
- 真本色，馳宦海－李達海回憶錄摘要 1995年1月號《遠見雜誌》 （页面存档备份，存于）
- 石油通訊 772期 2015年12月 pp. 48-49

| 中華民國政府職務 | 中華民國政府職務                                 | 中華民國政府職務 |
| ---------------- | ------------------------------------------------ | ---------------- |
| 行政院           |                                                  |                  |
| 前任： 徐立德    | 經濟部部長 第十七任 1985年3月20日－1988年7月22日 | 繼任： 陳履安    |